# サッカーチャゴス諸島代表
サッカーチャゴス諸島代表（サッカーチャゴスしょとうだいひょう）は、チャゴス諸島のサッカーのナショナルチームである。チャゴス諸島代表は、FIFA及び、AFCに加盟していないため、FIFAワールドカップ、AFCアジアカップに参加できない。
しかし、2006年3月25日に、NF-Boardに加盟し、その中で試合を行っている。